# Diploderma aorun
Diploderma aorun — вид ігуаноподібних ящірок родини агамових (Agamidae). Ендемік Китаю. Описаний у 2020 році.

## Поширення і екологія
Diploderma aorun мешкають в сухих долинах у верхів'ях річки Цзіньша, від повіту Деронг в Гарцзе-Тибетській автономній префектурі на крайньому заході провінції Сичуань до повіту Дечен на північному заході провінції Юньнань. Вони живуть серед пісковикових скель, слабо порослих рослинністю, на висоті понад 3000 м над рівнем моря.